# Apulicallis trojanae
Apulicallis trojanae är en insektsart. Apulicallis trojanae ingår i släktet Apulicallis och familjen långrörsbladlöss. Inga underarter finns listade i Catalogue of Life.